# Кладова (Тіміш)
Кладова (рум. Cladova) — село у повіті Тіміш в Румунії. Входить до складу комуни Бетгаузен.
Село розташоване на відстані 360 км на північний захід від Бухареста, 58 км на схід від Тімішоари.

## Населення
За даними перепису населення 2002 року у селі проживали 533 особи. Рідною мовою 529 осіб (99,2%) назвали румунську.
Національний склад населення села:
| Національність | Кількість осіб | Відсоток |
| -------------- | -------------- | -------- |
| румуни         | 511            | 95,9%    |
| українці       | 21             | 3,9%     |